# Alexander Bucher

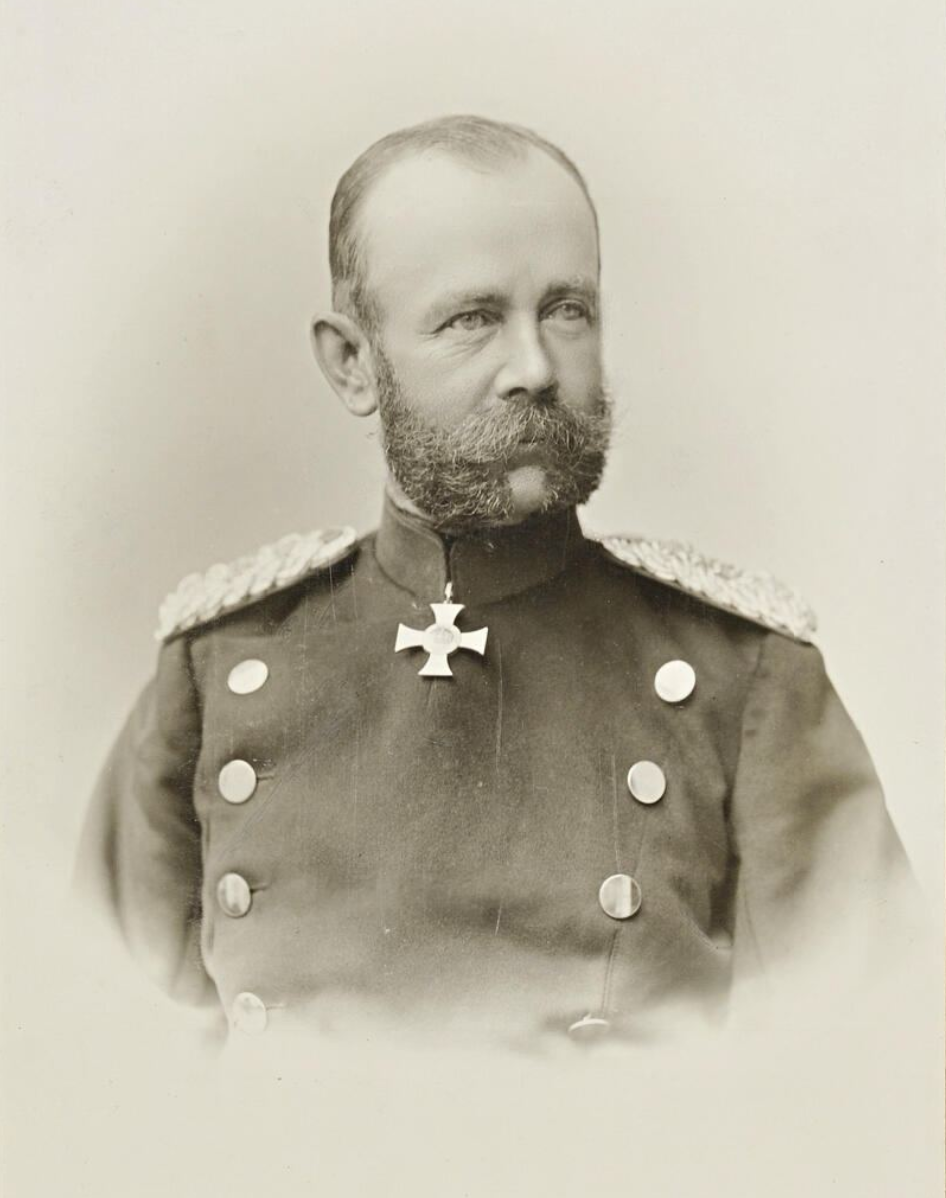
Alexander Bucher

Alexander Richard Bucher (* 23. Januar 1838 in Dresden; † 30. November 1908 ebenda) war ein sächsischer Generalmajor.

## Leben
Bucher war Sohn des Artillerie-Hauptmanns der sächsischen Armee, Ferdinand Bucher. Er hatte zwei Geschwister, Hermann und Otto Carl. Er trat 1855 als Fähnrich beim Fußartillerie-Regiment Nr. 12 ein und wurde 1856 zum Leutnant ernannt. Er avancierte 1865 zum Oberleutnant und machte in diesem Regiment den Krieg gegen Preußen mit. Nach der Niederlage des Königreichs Sachsen und der Neuorganisierung des sächsischen Militärs wurde er am 1. Februar 1867 zum Adjutanten der 4. Fuß-Abteilung des Feldartillerie-Regiments Nr. 12 ernannt und avancierte 1870 zum Kompaniechef beim Festungsartillerieregiment. Er machte den Krieg gegen Frankreich mit und beteiligte sich an der Belagerung von Paris und der Beschießung des Mont Avron. Nach Kriegsende wurde er 1875 zum Major und etatsmäßigen Stabsoffizier befördert. 1877 wurde er Bataillonskommandeur und nach Beförderung zum Oberstleutnant dem Fußartillerie-Regiment Nr. 12 zugeteilt, zu dessen Regimentskommandeur er 1886 ernannt wurde. 1887 erfolgte seine Beförderung zum Oberst. Am 1. Februar 1889 wurde er Regimentskommandeur des Feldartillerie-Regiments Nr. 28 und im März 1890 unter Genehmigung seines Abschiedsgesuches unter Verleihung des Charakters eines Generalmajors zur Disposition gestellt. Er war Träger des österreichischen Militärverdienstkreuzes mit Schwertern und des Ritterkreuzes I. Klasse des sächsischen Verdienstordens mit Schwertern.
1899 wurde er in den Verwaltungsrat des Gewerbevereins zu Dresden gewählt, seit 1902 dessen stellvertretender Vorsitzender und 1904 bis 1905 Vorsitzender. Er schied Anfang 1908 aus Gesundheitsgründen aus. Auch beschäftigte er sich viel mit wissenschaftlichen Studien und beherrschte viele Sprachen.